# Nicolae Tătăranu
Nicolae Tătăranu (n. 3 octombrie 1890, comuna Măicănești, județul Râmnicu Sărat – d. 13 mai 1953, București) a fost un general român.

## Biografie
A urmat Școala militară de infanterie din București (1908-1910). Înaintea intrării României în Primul Război Mondial intrase în grațiile prințului Carol, care l-a și cununat, la 5 iunie 1916, când s-a căsătorit cu domnișoara Natalia Urseanu.

## Primul Război Mondial

În cartea sa „Acum un sfert de veac” gen. Tătăranu descrie evadarea din trenul de prizonieri german, fuga în munți și trecerea frontului în zona Mărăști, în seara zilei de 29 iulie 1917.

La intrarea României în război era comandantul Companiei I Cicliști din cadrul Batalionului 2 Vânători „Regina Elisabeta” având gradul de locotenent, apoi căpitan.
În lupta de la Izvoarele din 16 noiembrie 1916 este rănit la picior și evacuat la Spitalul Școlii Centrale din București unde a fost operat de doctorul Marius Nasta. A fost transferat pe 23 decembrie 1916 la Spitalul nr. 118 instalat la Automobil Club aflat în fața Palatului Regal. Existând riscul ca după vindecare să fie transferat într-un lagăr din Germania, pe 5 aprilie 1917 fuge din spital cu intenția de a trece linia frontului și a reveni în cadrul trupelor române. Însoțit de alți doi camarazi care fugiseră din același spital, pe 21 aprilie 1917 ajunge în Ploiești, dar a doua zi sunt arestați și duși la Penitenciar. După o lună sunt judecați, iar Curtea decide să fie evacuați într-un lagăr din Germania urmând să le se comunice sentința.
În noaptea de 29-30 mai, după plecarea din București către lagărul german, sare din tren în dreptul localității Zăvideni fiind urmat în scurt timp și de alți doi camarazi, slt. Vasile Iacobescu și slt. Florin Rădulescu. După multe peripeții, ajung pe 22 iunie în București. Încolțiți de agenții care-i căutau se mută dintr-un loc în altul până pe 17 iulie când se îndreaptă spre trupele române din sudul Moldovei alegând itinerariul București-Inotești-Ceptura-Sângeru-Cislău-Goidești-Munții Buzăului urmând ca de acolo, în funcție de situație să aleagă calea cea mai potrivită. În noaptea de 29-30 iulie, după parcurgerea a 210 km, din care 145 km în munți, cei trei reușesc să treacă linia frontului și ajung în zona Regimentului 18 Dorobanți din Gorj. Ajuns la Corpul de Armată află că a fost avansat la gradul de căpitan de mai bine de un an de zile. După 4 august fiecare a fost repartizat la unitățile de pe front.

## Perioada interbelică
Urmează Școala Superioară de Război din Paris (1921-1923), la absolvirea căreia, generalul de divizie Debeney, comandantul școlii, îl caracteriza astfel: Ofițer bine dotat, inteligent, vioi, sclipitor, cu multă judecată și ușurință în a judeca. Lucrări foarte îngrijite, bine studiate, bine prezentate, care arată un spirit clar și ordonat. Vede bine terenul și ia hotărâri logice. Foarte muncitor. Ofițer de valoare, care s-a plasat cu totul în fruntea ofițerilor străini. Merita a fi în special recomandat guvernului său pentru excelentele rezultate  obținute la școală. De o perfectă distincție, foarte corect, foarte delicat și foarte simpatic. Nu are decât prieteni printre ofițerii francezi. Cunoaște în fond limba și literatura franceză". Așadar, n-a surprins pe nimeni numirea sa, la 1 octombrie 1928, ca atașat militar al României în Franța, funcție pe care a exercitat-o până la 1 februarie 1931, asigurând, concomitent, și posturile similare de la Bruxelles (1929) și Madrid (1930).
Conform unor aprecieri ale serviciilor de informații române, după plecarea din țară a prințului moștenitor (1926), Tătăranu manifestase simpatii pentru cercurile liberalilor, dar după reîntoarcerea lui Carol II a reintrat în grațiile regelui. Indiferent de simpatiile regale, el s-a manifestat ca un profesor eminent al Școlii Superioare de Război.
A fost apreciat și de Ion Antonescu care l-a numit în funcția de sub șef al Marelui Stat Major. În această calitate, pe 22 octombrie 1940 a semnat Protocolul pentru aranjarea chestiunilor decurgând din prezența în România a Misiunii Militare Germane.

## Al Doilea Război Mondial
În perioada 9 septembrie - 30 octombrie 1941, în timpul bătăliei de la Odessa, a fost numit șef al statului major al Armatei 4 manifestând pricepere și fermitate în rezolvarea problemelor de ordin militar.
A fost decorat pe 14 noiembrie 1941 cu Ordinul „Mihai Viteazul”, cl. III-a „pentru priceperea și energia cu care a secondat, în calitate de șef de Stat-Major, Comandamentul Armatei”.
La 4 iulie 1942 a fost numit comandat al Diviziei 20 infanterie, pe care a condus-o cu competență în timpul urmăririi trupelor sovietice spre Don, pe care l-a trecut la 7 august, înaintând apoi pe o adâncime de 75 km spre Stalingrad. Sovieticii au opus o rezistență dârză. Pe râul Aksay, Divizia 20 a trecut în apărare, inițial, pe un front de 28 km, ulterior de 40 km, pentru a da posibilitate trupelor Armatei 6 germane și celorlalte forțe ale Corpului 6 armata română să înainteze în lungul căii ferate Kotelnikovo-Stalingrad. După cucerirea centurii exterioare a Stalingradului (linia Aksay), între 15 și 18 august 1942, Divizia 20 infanterie a fost introdusă pe front, pe râul Miskova, în locul Diviziei 297 infanterie germană. La 28 august a atacat, în cadrul ofensivei generale germane, centura de apărare intermediară a Stalingradului (râul Miskova), în legătură cu Corpul 48 blindat german, reușind să cucerească, până la 1 septembrie, linia Miskova (Tebekterezova-gara Abganerevo), până pe râul Cerverlnoia, pe care l-a trecut, în colaborare cu diviziile 14 și 24 blindate germane, cucerind localitatea Zibenko și gara Bosagun.
Între 2 și 9 septembrie, în cooperare cu unitățile germane menționate, a cucerit satul Pesteanka (pe liziera de sud a Stalingradului), Stara Duborova și înălțimea Trigurgana, iar între 10 și 17 septembrie a trecut în apărare pe aliniamentul atins, pentru a face siguranță flancului și spatelui trupelor germane care înaintau spre Stalingrad, după care a predat sectorul său de luptă Diviziei 271 infanterie germană, preluând frontul dintre Jagodi și Tundutovo.
Începând cu dimineața zilei de 20 noiembrie 1942, după o puternică pregătire de artilerie, inclusiv de katiușe, Divizia 20 a primit șocul atacului în masă al tancurilor sovietice. Cu toată rezistența opusă de Regimentul 91 și Batalionul 20 pionieri, inamicul a rupt frontul pe direcțiile Tundutovo și Ivanovka, în lungul rambleului de cale ferată, pătrunzând în spatele și la flancul drept al diviziei. După o rezistență de circa o oră, militarii români de pe direcția de efort a trupelor sovietice au fost lichidați sau capturați, de la comandant până la ultimul soldat; s-au salvat doar 2-3 ofițeri și 30-40 de soldați.
Concomitent, tancurile rusești au pătruns în sectoratul Divizionului 2 din Regimentul 40 artilerie, pulverizându-i poziția după o luptă pe viață și pe moarte". La orele 10, rușii au atacat și în sectoarele de centru și nord ale diviziei; din Batalionul 1 al Regimentului 83 infanterie au scăpat doar 32 de oameni.
Intervenția Diviziei 29 motorizată germană și ordinele energice conforme cu situația" date de generalul Tataranu - cum aprecia generalul Erwin Jaeneke, comandantul Corpului 4 armata german - au menținut coeziunea Diviziei 20 și au făcut posibilă constituirea unui nou front defensiv; angajând rezervele în prima linie, în ziua de 21 noiembrie, împreună cu unitățile germane vecine, a trecut la contraatac. În final, frontul a fost stabilizat la est de Gavrilovka până la 22 noiembrie, când la ordinul Corpului 4 german, Divizia 20 a rupt lupta și s-a dirijat spre nord pe aliniamentul Jagodni, vest Zibenko, unde, după scurt timp, a fost încercuită, împreună cu Divizia 297 infanterie germană. La 23 noiembrie, datorită situației precare a diviziei, unitățile sale, înlocuite cu trupe germane, s-au retras într-o zonă de regrupare la nord-est de Rakotino.
Lupta împotriva tancurilor sovietice a continuat fără întrerupere, pe un ger de minus 30 de grade și în condițiile unui strat de zăpadă de peste 50 centimetri. S-a remarcat îndeosebi Regimentul 82 infanterie care, la începutul lunii decembrie, a respins atacul a două divizii rusești, fiind citat prin ordin de zi de către comandanții Diviziei 294, Corpului 4 și Armatei 4 blindate germane, fapta sa fiind comentată elogios și de postul de radio Berlin. Regimentul a fost decorat cu Ordinul Mihai Viteazul" clasa III-a și unui număr de 50 militari le-a fost conferit Ordinul Crucea de Fier" clasele I-a și a II-a.
Referindu-se la comportarea generalului Tătăranu, comandantul Corpului 4 german, generalul Jaeneke aprecia ca acesta a fost activ în toate situațiile, lucrând fără sa aștepte ordine, în spiritul intențiunilor comandamentului german superior". El s-a îngrijit ca fiecare ostaș român, capabil de luptă, să fie încadrat în frontul de apărare" și nu a ezitat să ia măsuri împotriva unor ofițeri și trupe care nu au corespuns". În momentul în care în încercuire au intrat Divizia 1 cavalerie (Magazin istoric, nr. 11/1992) și Detașamentul colonel Voicu", le-a luat imediat în subordine angajându-le în luptă după aceleași principii".
Baioneta contra tancului
Sintetizând, aceasta a fost situația în care s-au aflat trupele române prinse în încercuire. Lupta a fost dramatică,. Fără hrană, fără apă, fără combustibil, fără muniții și fără scăpare, suportând ziua și noaptea o avalanșă de gloanțe, proiectile, mine și bombe aruncate din toate direcțiile, atacuri masive de tancuri, lupte corp la corp - cum consemna maiorul Niculescu din statul major al Diviziei 20. După ce au tras și ultimul glonț, bravii ostași ai Diviziei 20 infanterie, în ultima lor sforțare, se năpustesc asupra inamicului cu baionetele, cu lopețile și cazmalele în mâini, înscriind astfel în istoria neamului cele mai strălucite pagini de glorie și eroism, izvorâte din spiritul de abnegație, nețărmurita iubire de patrie și spirit de sacrificiu total pentru Neam și Cruce".
Grandilocvent, patriotard, propagandistic? Ei bine, de astă dată nu. Corelând această mărturie cu celelalte documente de epocă și cu aprecierile germane se poate constata că militarii Diviziei 20 infanterie au luptat într-adevăr eroic în cercul de la Stalingrad, încercând să reziste până la despresurarea lor de către celelalte trupe din afara încercuirii. Erau ferm convinși că acest lucru se va întâmpla. Relevanța în acest sens este consemnarea dintr-un document sintetizat.
La mijlocul lui ianuarie încrederea cea mai completă asupra sfârșitului favorabil al luptei domnea încă în toate trupele din cetate. Comandamentele germane de toate treptele au știut să facă față cu ușurință situațiilor celor mai grele. Aprovizionarea pe calea aerului își urma același curs ca și înainte. Soldatul german, în special infanteristul, continuă lupta cu același elan al soldatului invincibil. Toți erau conștienți de altfel că rezistența era ultima lor șansă. Superioritatea zdrobitoare a inamicului în forțe și mijloace le-a pecetluit însă definitiv soarta".
După ce rușii au ocupat aerodromul Pitomnik, la 16 ianuarie 1943, luând celor încercuiți orice posibilitate de evacuare a răniților, aprovizionările s-au mai putut face doar prin lansări cu parașuta, Condițiile de trai - precizează jurnalul de operații - devin din ce în ce mai grele. Inamicul, gerul și lipsa fac ravagii în rândul oamenilor ale căror eforturi devin titanice. Cercul se restrânge neîncetat până ajunge sub zidurile Stalingradului". Ultima zi de rezistență a fost 2 februarie 1943, când trupele române copleșite de numărul inamic cad definitiv alături de camarazii lor germani".
În final, Divizia 20 infanterie a pierdut 234 ofițeri, 209 subofițeri, 6 601 soldați, 5 600 cai și tot armamentul. Au scăpat doar părți din formațiunile de servicii care în momentul contraofensivei sovietice erau grupate la Sety, în eșalonul doi al diviziei. Amenințate și ele cu încercuirea, au reușit să se retragă cu mare greutate spre vest, ajungând în țară la 16 aprilie 1943, cu doar 54 ofițeri, 39 subofițeri, 1470 soldați. Precizăm că efectivele diviziei la plecarea ei pe front erau de 427 ofițeri, 431 subofițeri și 13 217 soldați.
Categoric este faptul că înfrângerea zdrobitoare s-a datorat și situației dificile în care fusese introdusă divizia în luptă de către comandamentul german (i se rezervase un front mare de 18 km), dar și propriilor greșeli în ducerea luptei, insuficientei instrucții în special în ceea ce privește acțiunea împotriva tancurilor, ceea ce a făcut ca în unele cazuri să se producă panică urmată de părăsirea poziției de luptă. Fermitatea generalului Tataranu și măsurile disciplinare luate de el au făcut ca frontul să nu se dezintegreze. Mai mult, urmând exemplul camarazilor germani, militarii români au căpătat curaj în lupta contra tancurilor inamice, făcând față încercărilor grele la care aveau sa fie supuși în nopțile de ger și vânt năprasnic pe care în timpul luptelor le petreceau sub cerul liber, adesea continuu hărțuiți de inamic și cu un echipament necorespunzător grelelor probe ce trebuiau să treacă". Și-au dat cu toții seama că altă cale de supraviețuire nu era.
Spre deosebire de alte situații, când propriile eșecuri erau puse pe seama aliatului german, majoritatea ofițerilor Diviziei 20, care au supraviețuit infernului de la Stalingrad, au relevat buna cooperare de arme cu trupele germane. Locotenent-colonelul Pădureanu, șeful de stat major al diviziei, sublinia că în relațiile cu trupele române, de la comandantul Armatei 6 până la ultimul soldat german, comandant de grupă sau santinelă, s-au purtat foarte loial și înțelegători față de lipsurile și nevoile noastre de toate categoriile. Ne-au ajutat totdeauna cu tot ce au avut mai mult ca noi". Însuși generalul Tataranu raporta, la 9 decembrie 1942, că aprovizionările cu hrană și muniții, precum și evacuările se fac în aceleași condiții prin unitățile germane", militarii români primind aceleași rații ca și trupele germane".
Se poate spune deci că generalul Nicolae Tataranu a fost un comandant competent. Pe câmpul de luptă s-a comportat foarte bine, fiind apreciat de comandamentele germane cu care a colaborat. Și, totuși, gestul său de a pleca cu un ultim avion din Stalingradul asediat rămâne surprinzător și regretabil. O slăbiciune omenească de moment să fie înfrântă bărbăția militarului? Greu de spus. Astfel gândea și generalul R.R. Rosetti care, a doua zi după capitularea trupelor germano-române încercuite la Stalingrad, consemna în jurnalul său: Rezistența Stalingradului va rămâne în istorie ca o pildă de vrednicie și de vitejie. Avem și noi partea noastră în paginile scrise, pătate din nefericire de fapta lui Tataranu". Și tot el, la 12 februarie 1943, reținea în jurnal impresiile rudei sale Toto Rosetti Solescu, întors din Rusia obosit și slăbit. Indignat de purtarea lui Tataranu care se putea întoarce la Stalinrgad, căci aeroplanele au mers acolo până la 18 ianuarie Mulți mișei au fugit ".
O astfel de constatare nu ne împiedica însă a reaminti reflecția colonelului Wilhelm Adam, fost prim-aghiotant al generalului Friedrich Paulus, care a cunoscut bine ce a însemnat infernul de la Stalingrad: Numai cel care a trăit și supraviețuit morții nemiloase din încercuire poate înțelege ce simțeau acești ofițeri atunci când aveau în mână ordinul de evacuare pe calea aerului".
Un epilog în care Securitatea nu a mai încăput
În 24 august 1944 a fost numit la comanda Corpului 6 armată, pe care l-a condus în cursul luptelor de la Târgușorul Nou de lângă Ploiești, în bătăliile din podișul transilvan, pe Târnava Mică și pe Mureș, până la 29 septembrie 1944. S-a remarcat din nou, fiind apreciat de generalul Gheorghe Avramescu, comandantul Armatei 4: Dă dovadă de calm și prevedere și nu se intimidează de situațiile grele. Prin măsuri prudente, dar și îndrăznețe, inamicul este oprit și apoi contraatacat și scos din Ardealul de Nord. Calific pe generalul Tataranu ca un ofițer general foarte bun și foarte bine pregătit pentru comanda de corp de armată".
La scurt timp după trecerea sa în rezervă (martie 1945) s-a îmbolnăvit, fiind îngrijit de fiica și de ginerele său, Dumitru Bădescu. Supravegheat de organele Direcției Generale a Securității, deși în cartier nu este cunoscut ca ar avea atitudini ostile contra actualului regim", a murit la 14 mai 1953, la numai 62 de ani. Între timp intrase în vizorul organelor de represiune comuniste, fiind acuzat de participare la reprimarea muncitorilor greviști din 13 decembrie 1918, alături de generalii Mărgineanu și Ștefănescu, colonelul Călătorescu, maiorii Băgulescu, Chiru și Arghir și de căpitanii Georgescu-Ștefănești și Gica Ionescu. Moartea l-a salvat însă de la calvarul temnițelor la care au fost osândiți mai toți camarazii săi. Avea să fie scos de sub urmărire de către Procuratura Generală abia la doi ani după decesul său, prin Ordonanța nr. 52 din 1955.

## Decorații
- Ordinul „Steaua României” în gradul de Comandor (8 iunie 1940)[10]
- Ordinul Militar „Mihai Viteazul”, cl. III-a (14 noiembrie 1941)[9][11]
- Crucea de Cavaler a Crucii de Fier - 17 decembrie 1942